# Jo Freeman

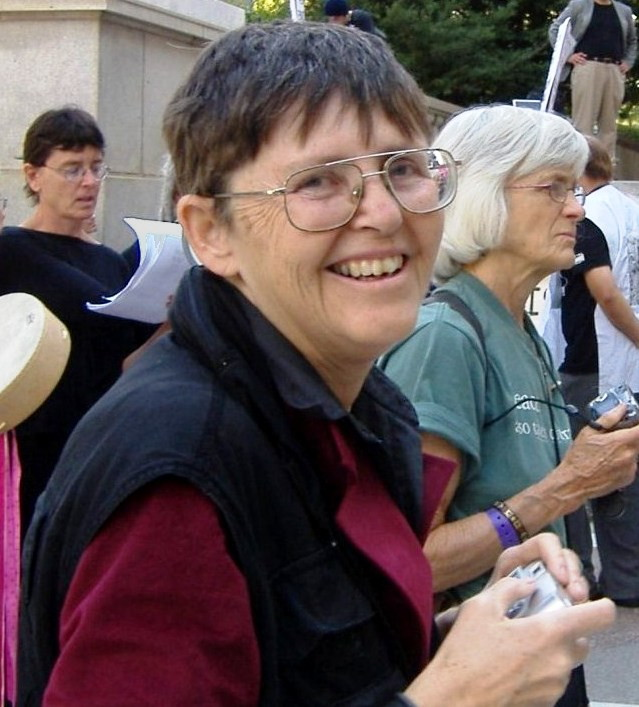
Jo Freeman (2006)

Jo Freeman, ook bekend als Joreen (Atlanta (Georgia), 26 augustus 1945) is een Amerikaans feministe en wetenschapper, bekend om haar feministische activisme in de jaren 1960 en 1970. Ze is de auteur van The Tyranny of Structurelessness, een kritisch pamflet over de "structuurloosheid" organisatiemodellen gebruikt door vrouwenbewegingen in die tijd. 
Freeman heeft verschillende onderscheidingen gewonnen voor haar wetenschappelijke betrokkenheid in politiek en feminisme, waaronder de American Political Science Association prijs voor het Best Scholarly Work on Women in Politics (1975).  
In 1970 verscheen haar 1969 "BITCH Manifesto" in het boek Notes from the Second Year door Shulamith Firestone en Anne Koedt. Het verschijnt nu in veel vrouwenstudies tekstboeken als een voorbeeld van vroege terugvordering van de betekenis van het woord bitch en de verering van niet-traditionele geslachtsrollen.
Jo Freeman was een goede vriendin van de Nederlandse feministe Joke Smit, die haar in 1979 interviewde voor Opzij (zie bij externe links).